# Jolteon
Jolteon is een Electric-type Pokémon.
De Thunder Stone verandert Eevee in Jolteon. Hij is geel en heeft stekels op zijn lijf. Hij kan agressief en gevaarlijk zijn. Hij kan donderstralen van 10.000-volt geven.

## Informatie
| Naam    | Type     | Soort         | Hoogte | Gewicht | Geslacht          | Kleur |
| ------- | -------- | ------------- | ------ | ------- | ----------------- | ----- |
| Jolteon | Electric | Thunder Shock | 1,00 m | 24,0 kg | 87,5% M / 12,5% V | Geel  |

## Ruilkaartenspel
Er bestaan elf standaard Jolteon kaarten, waarvan twee enkel in Japan uitgebracht zijn. Ook bestaat er één Dark Jolteon, Lt. Surge Jolteon, Light Jolteon, Jasmine's Jolteon (enkel in Japan), Jolteon ex en Jolteon ☆-kaart. Al deze hebben het type Lightning als element. Verder bestaat er nog één Jolteon δ-kaart met type Lightning en Metal.